# Jean Arthuis
Jean Arthuis, né le 7 octobre 1944 à Saint-Martin-du-Bois (Maine-et-Loire), est un homme politique français.
Plusieurs fois membre du gouvernement entre 1986 et 1997 (notamment de l'Économie et des Finances de 1995 à 1997), sénateur entre 1983 et 2014, président du conseil général de la Mayenne de 1992 à 2014, il est député européen et président de la commission des budgets du Parlement européen de 2014 à 2019.
Il a créé et présidé l'Alliance centriste, l'un des partis associés au sein de l'UDI. En 2017, il soutient la candidature présidentielle d'Emmanuel Macron, puis rejoint le conseil de La République en marche.

## Biographie

### Jeunesse et études
Les parents de Jean Arthuis, marchands de volaille résidaient avant sa naissance à Denazé et s'installèrent à Château-Gontier en 1947. Après avoir été élève pendant sept ans au collège-lycée Saint-Michel de Château-Gontier, puis avoir réalisé ses études à l'École supérieure de commerce de Nantes (aujourd'hui Audencia) et à l'Institut d'études politiques de Paris.

### Début de parcours professionnel et politique
Il commence sa vie professionnelle dans un cabinet international d'audit. Il crée son cabinet d'expert-comptable, Jean Arthuis & Associés en 1971, année où il est élu maire de Château-Gontier. Il est élu conseiller général en 1976 et devient vice-président du conseil général de la Mayenne en 1982, puis sénateur en 1983.

### 1986-1988: ministre du gouvernement Chirac
Jean Arthuis, alors sénateur de la Mayenne, est nommé secrétaire d'État auprès du ministre des affaires sociales et de l'emploi le 20 mars 1986 du second gouvernement Chirac. C'est le principal rédacteur des ordonnances d'octobre 1986 relatives à l'intéressement et à la participation des salariés aux résultats de l'entreprise.
De janvier 1987 à mai 1988, il est secrétaire d'État chargé de la Consommation et de la Concurrence.

### 1995-1997: ministre de l'Économie et des Finances
Rapporteur général du budget au Sénat de 1992 à 1995, Jean Arthuis est nommé à la tête du nouveau ministère du Développement économique et du plan le 18 mai 1995.
Il est nommé ministre de l'Économie, des Finances et du Plan le 26 août 1995.
Le fait marquant de l'action ministérielle de Jean Arthuis, en tant que ministre de l'Économie, des Finances et du Plan puis ministre de l'Économie et des Finances de 1995 à 1997, est la préparation du passage à la monnaie unique européenne. L'euro devient la devise officielle de l'Union européenne et la monnaie unique des États membres le 1er janvier 2002. Du 1er janvier 1999 au 1er janvier 2002, une période transitoire est envisagée durant laquelle le franc demeure la monnaie de compte pour une grande partie des opérations. Cette période correspond au passage des marchés financiers à l'euro. Jean Arthuis participe, avec ses homologues européens, à la constitution d'un pacte de stabilité budgétaire qui a pour objectif d'éviter les déficits publics excessifs et à terme d'équilibrer les comptes publics de chaque État membre. Le 13 décembre 1996, lors du conseil européen qui se tient à Dublin, un accord décisif est trouvé entre les quinze ministres des finances concernant le Pacte de stabilité et de croissance. Le 13 et le 14 décembre 1996, Jean Arthuis crée le comité national de l'euro, chargé de conduire la concertation et la coordination des initiatives sur ces questions.
En novembre 1996, Jean Arthuis présente un plan de communication national sur six ans à destination du grand public, des professionnels et des entreprises. L'objectif est à la fois de sensibiliser les Français sur le passage à l'euro et les préparer au mieux. Le plan prévoit par exemple le double affichage des prix de janvier 1999 à décembre 2001. L'ensemble des opérateurs économiques sont invités à mettre en place des mécanismes de double affichage des prix sur les produits, les services, les factures, les bulletins de paye ou les relevés de comptes.

### 2007-2014: volonté de rassembler le centre

#### Soutien de François Bayrou à l'élection présidentielle de 2007
Lors de la campagne présidentielle de 2007, il élabore, avec l'économiste Christian Saint-Étienne et le député Charles de Courson, le programme économique de François Bayrou. Il envisage notamment la mise en place d'une TVA sociale afin de réduire les délocalisations d'entreprises en réduisant le coût du travail. Au second tour de l'élection présidentielle, il annonce publiquement son soutien à Nicolas Sarkozy. Il déclare par la suite vouloir rester à l'UDF et ne rejoindre ni le Mouvement démocrate (MoDem), nouveau parti fondé par François Bayrou, ni le Nouveau Centre[réf. nécessaire]. Il rejoint finalement le bureau exécutif du MoDem mais garde une ligne très critique envers la stratégie de François Bayrou, estimant en particulier que les mauvais résultats du parti aux élections municipales de 2008 montrent « l'échec de la stratégie d'autonomie ». Partisan d'une alliance claire à droite, il estime que « les seules élections de membres du MoDem sont le fruit d'alliances avec des formations de droite ».

#### Départ du Modem et fondation de l'Alliance centriste
Début avril 2008, Jean Arthuis annonce son départ du MoDem, considérant que le parti de François Bayrou a échoué dans sa stratégie d'autonomie et rappelant que l'UDF « n'est pas morte », tout en ajoutant que bon nombre de sénateurs du groupe Union centriste-UDF sont de son avis. Il rejette malgré tout l'idée de rejoindre le Nouveau Centre ou l'Union pour un mouvement populaire. Il souhaite donc à ce titre — dans une démarche dont la réussite semble peu probable — « faire revivre » l'ancien parti de Valéry Giscard d'Estaing : il obtient la réunion du comité directeur de l'UDF, qui visait en effet à décider si le MoDem était autorisé à utiliser le siège de l'UDF. Cependant, il est désavoué par un vote sans appel en faveur de François Bayrou.
Président de la commission des Finances, du Contrôle budgétaire et des Comptes économiques de la Nation du Sénat à partir de 2002, il fonde, en juillet 2008, Rassembler les centristes, association politique visant à regrouper les centristes attachés à l'ancienne UDF et qui ne se retrouvent ni dans le MoDem, ni dans le Nouveau Centre. Le 27 juin 2009, cette association se transforme en parti politique, l'Alliance centriste, dont il devient le président. Pour Jean Arthuis, le centre doit présenter un candidat indépendant à l'élection présidentielle de 2012, via des primaires auxquelles il envisage de participer.
À la suite des élections sénatoriales de 2011, qui voient la victoire de la gauche, il perd la présidence de la commission des finances au profit de Philippe Marini (UMP).
À la présidentielle de mai 2012 il fait campagne pour François Bayrou au premier tour et appelle à voter Nicolas Sarkozy au second tour. Aux législatives de juin 2012, l'Alliance centriste, qu'il dirige, présente 55 candidats.

### 2014-2019: député européen et président de la commission des budgets
En mai 2014, Jean Arthuis est nommé tête de liste UDI-Modem pour les élections européennes 2014 dans la circonscription du grand Ouest de la France. Il y réalise un score de 12,29 %, le meilleur de cette liste en France.
Le 13 juin 2014, il démissionne de son poste de président du conseil général de la Mayenne ; il y est remplacé le 23 juin 2014 par Olivier Richefou, mais garde son mandat de conseiller général du canton de Château-Gontier-Ouest.
Le 30 juin, veille de sa prise de fonction comme député européen, il démissionne de son mandat de sénateur,. Le 7 juillet 2014, il est élu président de la commission des budgets du Parlement européen.
Le 1er juillet 2014, il annonce sa candidature à la présidence de l'UDI, entendant « préparer la fusion des composantes » du parti centriste. Il renonce à sa candidature dix jours plus tard, à la suite de son élection à la tête de la commission des budgets du Parlement européen.
Au congrès de l'Alliance centriste de février 2016, il annonce sa candidature à la primaire de la droite et du centre pour l'élection présidentielle de 2017. Il soutient finalement Emmanuel Macron à partir de l'automne 2016. Cela conduit à l'exclusion de l'Alliance centriste de l'UDI. Il déclare à cette occasion : « La réalité aujourd’hui, c'est qu'Emmanuel Macron porte aujourd'hui toutes les valeurs traditionnellement défendues par les centristes. »
Il devient membre du conseil de La République en marche le 17 octobre 2017. Il est membre du comité de pilotage du parti pour en définir la stratégie en vue des élections européennes. Il annonce en 2019 ne pas être candidat à sa réélection.

### 2020: retraite politique et rôle de conseil
En 2020, il est nommé président de la commission sur l'avenir des finances publiques, chargée notamment de faire des propositions au gouvernement sur la gestion du surcroît de dette publique occasionné par la réponse à la Covid-19 et ses conséquences économiques ainsi que sur les scénarios permettant un retour à l'équilibre des comptes et, partant, une baisse de la dette publique. 

### 2020: création d'Euro App Mobility pour la mobilité longue européenne des apprentis

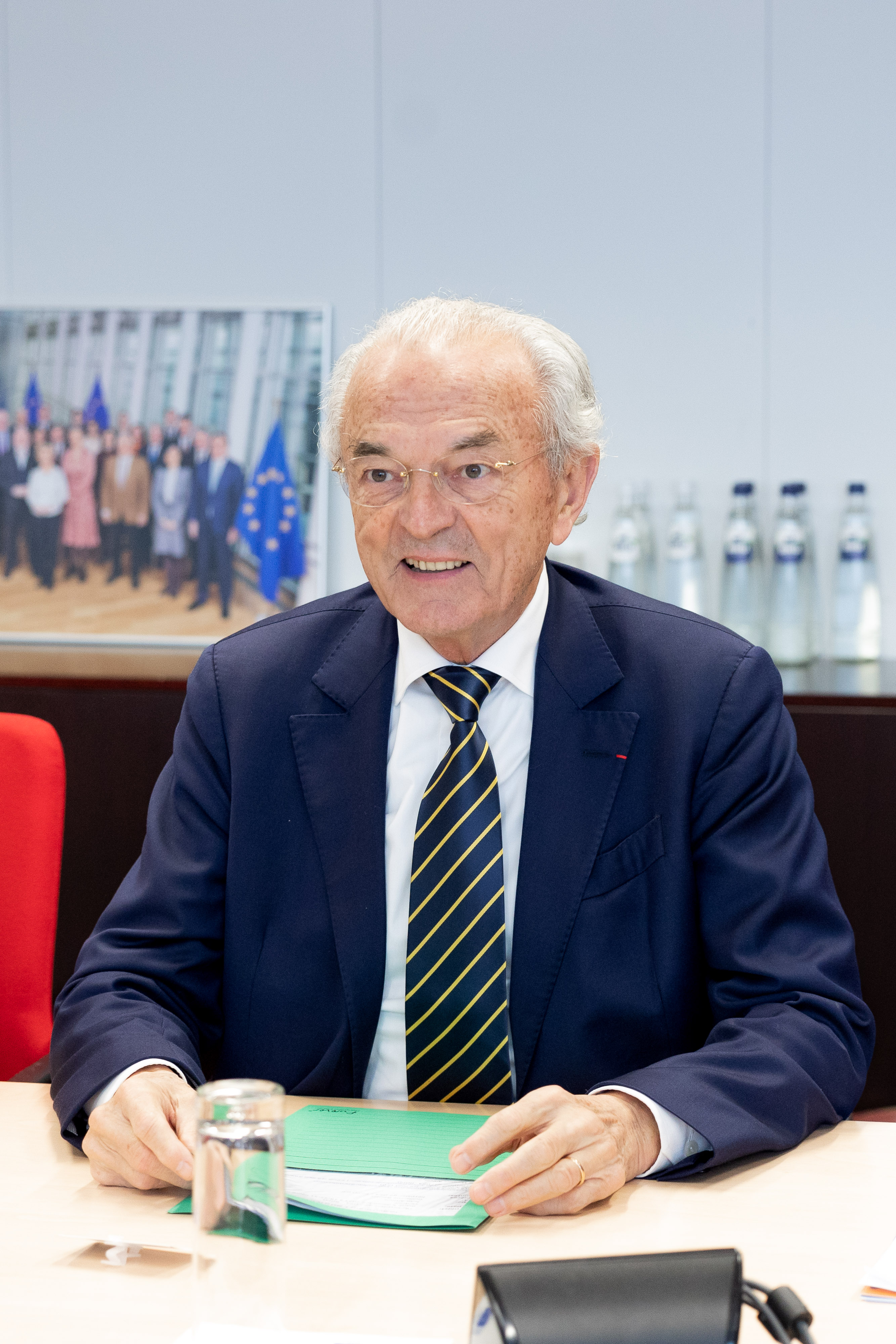
Jean Arthuis en 2023.

Pendant son mandat au Parlement européen, Jean Arthuis s’attache à réévaluer les crédits du programme Erasmus+ . Entre 2014 et 2019, l’enveloppe annuelle passe de 1,4 milliard d’euros à 3 Mds .
Ayant constaté que les apprentis, lorsqu’ils partent à l’étranger, sont cantonnés dans des séjours limités à quelques semaines, il fait voter un projet pilote « Long term mobility for apprentices » en vue d’identifier et d’évaluer les freins à la mobilité longue pendant leur formation. Pour lui, le couplage « apprentissage » et « ouverture internationale » porte les jeunes vers l’excellence et développe la compétitivité économique.
En juillet 2017, au lendemain de l’élection d’Emmanuel Macron à la Présidence de la République, la ministre du Travail, Muriel Pénicaud, le charge d’une mission pour lever les obstacles à la mobilité des apprentis en Europe . Il formule des propositions dans un rapport rendu public en janvier 2018.
Prenant congé du Parlement européen en juillet 2019, il forme le projet de créer un instrument pour déployer la mobilité longue, objet de l’expérimentation. Avec pour partenaires l'Association ouvrière des compagnons du devoir et du tour de France, le Conservatoire National des Arts et Métiers, les Chambres de Métiers et de l'Artisanat (CMA France), la Chambre de commerce et d'industrie de région Paris - Île-de-France, le Global Apprenticeship Network France, l'Institut de Formation de la Profession de l'Assurance (IFPASS), Conseil national de l'enseignement agricole privé (CNEAP), les centres de formation en travaux publics d'Egleton (EATP EFIATP CFCTP) certifiés par la Fédération nationale des travaux publics, il fonde Euro App Mobility.
Cette association, soutenue financièrement par le Ministère du Travail, a pour mission d’accompagner les acteurs de la formation professionnelle désireux de promouvoir la mobilité dans la formation professionnelle. Jean Arthuis souhaite contribuer à l’avènement d’un « Espace européen de l’apprentissage », dans la lignée de l’« Espace européen de l’enseignement supérieur ». La démocratisation d’Erasmus est en marche.

## Prises de position

### Rassemblement des centristes
Pour Jean Arthuis, le centrisme est une référence politique, historique et doit réaffirmer son identité sur la scène politique française. Depuis la création de l'association « Rassembler les centristes »[réf. nécessaire] en juillet 2008, transformée en parti politique, l'Alliance centriste le 27 juin 2009, Jean Arthuis tente de refonder la famille centriste autour d'une structure politique commune, réunissant les partis issus de ou associés à l'Union pour la démocratie française tels que le Mouvement démocrate, le Nouveau Centre ou le Parti radical valoisien.
En juin 2010, des personnalités du courant centriste se réunissent au Sénat pour participer aux « Assises de la refondation du Centre ». S'y retrouvent entre autres des ministres comme Hervé Morin, Michel Mercier ou Marc-Philippe Daubresse, des parlementaires tels que Pierre Méhaignerie, François Sauvadet et Nicolas About et d'autres élus comme Serge Lepeltier. François Bayrou est invité par Jean Arthuis mais décline l'invitation. Le mouvement démocrate est cependant représenté par Jacqueline Gourault, vice-présidente du Mouvement démocrate.
Jean Arthuis annonce à l'occasion des Assises la création d'un think tank du centre, présidé par Jean-Louis Bourlanges, ancien député européen. Pour le dirigeant centriste, la famille centriste existe par ses valeurs et ses idées, même si aujourd'hui elle est alors dispersée entre différentes chapelles, principalement le Nouveau Centre, le Mouvement démocrate, l'Alliance centriste et le Mouvement radical. Il insiste sur la nécessité pour le centre de reprendre sa place sur l'échiquier politique afin de devenir une véritable force indépendante alternative.

### Économie et politique sociale

#### La fiscalité au cœur du pacte républicain
Le contexte économique et social engendré par la crise financière ayant débuté en 2007 sonne pour le président de l'Alliance Centriste « la fin de l’illusionnisme collectif ». Jean Arthuis prône un retour au « réalisme politique » et à un « discours de vérité ». Il estime que la situation alarmante des comptes publics, et des régimes de retraite en particulier, exige comme dans les autres États de l’OCDE des efforts importants de la part de la communauté nationale dans les prochaines années.
Jean Arthuis propose un nouveau pacte républicain fondé sur une nouvelle fiscalité et sur une « plus grande solidarité intergénérationnelle ». Selon lui il est indispensable de réformer profondément le système fiscal français qu’il considère comme « excessivement complexe et illisible ». Cette réforme passe par plusieurs mesures dont :
- La suppression du bouclier fiscal et de l’impôt sur la fortune (ISF) : le bouclier fiscal, instauré par le gouvernement de Dominique de Villepin (loi de finances 2006), est pour lui « une mauvaise réponse à un mauvais impôt, l'ISF ».
- Une révision des tranches d'imposition avec l'instauration d'une tranche supplémentaire à 45 %[37].
- La fin des dépenses fiscales : Jean Arthuis critique fermement les dépenses fiscales du gouvernement utilisées par les ministres à court de crédits budgétaires pour développer leurs actions. Pour l'ancien ministre de l'économie et des finances, ces dépenses mettent en péril l'équilibre des budgets à venir[38].
- La suppression des niches fiscales : Jean Arthuis affirme que les niches fiscales représentent un manque à gagner pour l'État de 75 milliards d'euros. Elles sont, pour lui, au cœur du délitement du pacte républicain, développant en France « une culture de la combine fiscale »[39], ne profitant qu’à certaines catégories sociales[40].

Pour Jean Arthuis, l'élite française rencontre quelques difficultés à dépasser certains dogmes et tabous. Il critique le fait de penser qu’il existe deux catégories d’impôts, ceux payés par les entreprises et ceux payés par les ménages. Jean Arthuis affirme qu’il n’existe qu’un seul impôt, et qu’il est payé par les ménages, car toute taxe sur les entreprises est toujours reportée dans le prix de leurs produits. Jean Arthuis s'oppose à ce qu'il appelle « les dogmes consuméristes ou financiers » : une politique économique fondée exclusivement sur la consommation, un système fiscal qui engendre les délocalisations ou encore la financiarisation de l’économie.

#### Compétitivité des entreprises et TVA sociale
Pour relancer l'économie française dans un contexte de mondialisation et tenter de mettre fin aux délocalisations à l'étranger, Jean Arthuis propose d'alléger les charges qui pèsent sur le travail et la production. Pour atteindre cet objectif, Jean Arthuis propose un nouveau mode de financement des branches santé et famille de la Sécurité sociale, aujourd'hui financées par des cotisations assises sur le salaire. Il préconise l’allégement de ces cotisations et leur remplacement par moins d’impôt sur le revenu[réf. nécessaire] mais surtout un impôt de consommation, connu sous le nom de TVA sociale. Jean Arthuis estime que le système fiscal ne peut plus perpétuer de tels prélèvements sur les entreprises qui ont pour effet d'organiser la délocalisation des activités et la destruction des emplois. La TVA sociale est un vieux cheval de bataille politique de Jean Arthuis. Il se prononce aussi en faveur de l’abrogation des 35 heures qui sont à ses yeux « une usine à gaz » et critique les mesures prises concernant les « exonérations sur les heures supplémentaires ».

#### Sur la réforme des retraites
Jean Arthuis juge le système français de retraites « profondément inégalitaire ». Il souhaite la fusion de tous les régimes de retraite au sein d'un régime unique et l'instauration d'un régime de retraite à la carte et par points ou en comptes notionnels, nécessaire à la sauvegarde du système de retraite par répartition. Défavorable à l'égard de la réforme des retraites proposé par le gouvernement, il a déposé un amendement avec la coalition centriste contre le projet de loi. « Le gouvernement est obligé de reconnaître que sa réforme est une réforme de colmatage et ne répond pas à l'exigence de mettre les Français à égalité devant la retraite »,, estime-t-il. L'amendement proposé par Arthuis avait vocation d'inscrire une « réforme systémique » du régime des retraites. Toutefois, il se félicite des quelques progrès apportés par le gouvernement depuis l'amendement : « Ce qui a été voté était inespéré il y a trois semaines. Fin septembre, le gouvernement ne voulait pas entendre parler de l'évocation d'une réforme systémique, parce que c'était reconnaître les faiblesses de sa propre réforme. » Il a finalement voté par pragmatisme en faveur de la réforme bien qu'il ait critiqué, dans plusieurs communiqués et tribunes, la réforme des retraites, estimant que « le compte n'y est pas » ou « pas à la hauteur des enjeux ».

#### Libre-échange
Il a voté contre l'Accord économique et commercial global (CETA) au Parlement européen.

#### Créateur des maisons d'assistantes maternelles[55]
En 2005, président du conseil général, à la demande de plusieurs assistantes maternelles du département de la Mayenne, Jean Arthuis autorise une expérimentation permettant à plusieurs assistantes maternelles d’accueillir en un lieu unique, hors de leur domicile, les jeunes enfants qui leur sont confiés. En 2010, il fait voter au Sénat une proposition de loi légalisant les maisons d’assistantes maternelles. Elles n’ont pas tardé à se multiplier sur le territoire national, apportant une réponse aux attentes des familles au même titre que les crèches, et répondant aux souhaits des assistantes maternelles. 

### Relations internationales et communautaires

#### Vers un fédéralisme européen
Jean Arthuis s'est prononcé en faveur d'une Europe fédérale le 18 mai 2010. Interpellé à plusieurs reprises par les médias nationaux sur la crise grecque et les dysfonctionnements de la gouvernance européenne, le non-respect du Pacte de stabilité et de croissance et la situation économique et sociale des États membres, Jean Arthuis a affirmé la nécessité de créer une autorité politique européenne forte. L'euro ne peut pas, selon lui, rester une monnaie orpheline d’État. L'Europe doit pouvoir agir politiquement sur la scène internationale d'une seule voix. Elle a besoin d'une gouvernance économique pour contrôler les dépenses publiques des membres, réaliser et coordonner des plans de relance. Cette étape, vers plus de fédéralisme, passe par des réformes structurelles, dont « l'harmonisation de la fiscalité et des mesures pour l’emploi ».
« Cette crise doit être un électrochoc pour faire avancer l’Europe, afin qu’elle tende vers son pouvoir politique auquel elle avait renoncé jusqu’à présent ».

## Détail des mandats et fonctions
- 1971 - 2001 : maire de Château-Gontier
- 3 octobre 1983 - 19 avril 1986 : sénateur de la Mayenne
- 20 mars 1986 - 20 janvier 1987 : secrétaire d'État auprès du ministre des Affaires sociales et de l'Emploi
- 20 janvier 1987 - 17 octobre 1987 : secrétaire d'État auprès du ministre d'État, ministre de l'Économie, des Finances et de la Privatisation, chargé de la Consommation et de la Concurrence
- 17 octobre 1987 - 10 mai 1988 : secrétaire d’État auprès du ministre d'État, ministre de l'Économie, des Finances et de la Privatisation, chargé de la Consommation, de la Concurrence et de la Participation
- 24 juillet 1988 - 17 juin 1995 : sénateur de la Mayenne
- mars 1992 - 23 juin 2014 : président du conseil général de la Mayenne
- 18 mai 1995 - 26 août 1995 : ministre du Développement économique et du Plan
- 26 août 1995 - 7 novembre 1995 : ministre de l'Économie, des Finances et du Plan (à la suite de la démission d'Alain Madelin)
- 7 novembre 1995 - 2 juin 1997 : ministre de l'Économie et des Finances
- 1er juillet 2014 - 1er juillet 2019 : député européen
  - 7 juillet 2014 - 1er juillet 2019 : président de la commission des budgets au Parlement européen
- 21 septembre 1997 - 30 juin 2014 : sénateur de la Mayenne
  - 1998 - 2002 : président du groupe Union centriste au Sénat
  - 2002 - 2011 : président de la commission des Finances, du Contrôle budgétaire et des Comptes économiques de la Nation

## Vie privée
Son épouse Brigitte meurt le 3 août 2025 à l'âge de 81 ans. Ses obsèques sont célébrées le 8 août 2025 en l'église Saint-Rémi de Château-Gontier, en présence du Premier ministre François Bayrou.

## Publications
Jean Arthuis est l'auteur de plusieurs publications politiques et économiques :
- Justice sinistrée, démocratie en danger - coauteur avec Hubert Haenel, éditions Economica, juin 1991
- Les délocalisations et l’emploi, Éditions d'Organisation, septembre 1993
- Dans les coulisses de Bercy, éditions Albin Michel, avril 1998
- Mondialisation, la France à contre-emploi, éditions Calmann-Lévy, février 2007
- Finances publiques: Sept mesures d'urgence pour éviter la faillite, éditions Calmann-Lévy, avril 2011
- la France peut s'en sortir. PS-Centre le débat, Jean Arthuis - Michel Sapin, éditions l'Archipel, avril 2012
- Avenir de la zone euro : l'intégration politique ou le chaos, Rapport au Premier ministre, avril 2012
- L'Europe, dernière chance pour la France, éditions Calmann-Lévy, mai 2014[60]

## Décorations
- Chevalier de la Légion d'honneur 14 juillet 2019
- Chevalier de l'ordre du Mérite agricole en 1978
- Croix de commandeur de l'ordre du Mérite en mai 2001

## Distinctions
Lauréat du prix Montgelas en 2011 pour son action en faveur de la coopération franco-allemande.